# Jeżewski (herb szlachecki)

Jeżewski I

Jeżewski (Witk-Jeżewski, Lis Jeżewskich, błędnie Renard odmienny) – kaszubski herb szlachecki.

## Opis herbu
Herb występował w co najmniej trzech wariantach. Opisy z wykorzystaniem klasycznych zasad blazonowania:
Jeżewski I (Witk-Jeżewski, Lis Jeżewskich): W polu srebrnym ponad murem z kamieni czerwonych i złotych lis biegnący naturalny. Klejnot: nad hełmem w koronie trzy pióra strusie. Labry: czerwone, podbite srebrem.
Jeżewski Ia (Witk-Jeżewski, Lis Jeżewskich odmienny, Renard odmienny (błędnie)): W polu czerwonym ponad murem srebrnym z bramą, lis biegnący naturalny. Klejnot: nad hełmem w koronie trzy pióra strusie. Labry: czerwone, podbite srebrem.
Jeżewski Ib (Witk-Jeżewski, Lis Jeżewskich odmienny, Witk VI, Witken): W polu błękitnym ponad szachownicą czerwono-srebrną, lis biegnący srebrny. Nad tarczą bezpośrednio korona szlachecka, z której klejnot: trzy pióra strusie.
Jeżewski Ic (Witk-Jeżewski, Witke-Jeżewski, Witk VIa, Lis Jeżewskich): W polu błękitnym ponad murem czerwono-srebrnym, lis biegnący naturalny. Klejnot: nad hełmem w koronie trzy pióra strusie. Labry czerwone, podbite srebrem.

## Najwcześniejsze wzmianki
Wariant pierwszy wymieniany jest przez Adama Bonieckiego jako herb rodziny Wittk-Jeżewskich z pomorskiego. Z takim herbem wylegitymowali się Jeżewscy z Salna, Ostrowitego i Topolna w Kongresówce (jako Jeżewscy de Wittk herbu Lis). Herb w wariancie drugim wymienia Juliusz Karol Ostrowski (Księga Herbowa Rodów Polskich), ale jego wizerunek opiera się na niejasnym opisie. Prawdopodobnie brama jest efektem inwencji rysownika. Wariant trzeci wymienia Emilian Szeliga-Żernicki (Der Polnische Adel i Die Polnischen Stammwappen) jako herb Wittkenów (Witków) z działu A Jeżewa, przyjęty około 1700. Jest identyczny co do rysunku z herbem zachodniopomorskiego rodu von Witten (inne barwy). Ostatni wariant herbu znany jest z ekslibrisu Dominika Witke-Jeżewskiego z lat 20 XX wieku.
Herb z lisem w różnych wariantach był zatem przypisywany rodzinie dopiero od około 1700. Przemysław Pragert podaje, że wcześniej posługiwali się oni innym herbem, Witk, przedstawiającym trzy lilie, który następnie ewoluował (herby Witk II, Witk III) do herbu Witk IV, z trzema strzałami.

## Rodzina Jeżewskich
Istniało kilka takich rodzin, głównie z Mazowsza i jedna z Kaszub. Kaszubscy Jeżewscy pierwotnie nosili nazwisko Witk albo Witka, które następnie stało się przydomkiem. Ma ono pochodzić od urzędnika księcia gdańskiego Sambora o imieniu Witek, żyjącego w XIII wieku kasztelana świeckiego. Nazwisko Jeżewski rodzina przybrała od wsi Jeżewo lub Jeżowo w ziemi lęborskiej (istnieje także teoria, że chodzi o Jeżewo w powiecie świeckim, ale nie może to być prawda, ponieważ ta miejscowość należała do dóbr kościelnych). Jeżewscy w Jeżowie w lęborskiem notowani są od 1377 (Wojciech von Jeskow, Andreas von Jezow, Prsibke von Jeszow). Nazwisko Witk albo Witken pojawia się dopiero w XVI wieku. Dziedzice Jeżewa podzielili się na trzy linie w roku 1550 (A, B, C), do których dołączyła czwarta w 1650 (D) i piąta w 1722 (E, wydzielone z B). Rodzina wylegitymowana w Kongresówce ma wywodzić się od dziedziców działu A.

## Herbowni
Jeżewski (Gesow, Jesow, Jezewski, Jezow, Jeżowski). Rodzina używała też przydomku Witk, Witka lub Witke.